# Bert van Leeuwen
Bert van Leeuwen (Den Haag, 21 maart 1960) is een Nederlandse televisiepresentator. Hij is vooral bekend van programma's die hij presenteert voor de Evangelische Omroep (EO), zoals Het Familiediner.

## Biografie
Van Leeuwen werd geboren als derde kind in een Haags gezin van zeven kinderen. Hij doorliep de havo op de Haagse Snoeck Henkemansschool en startte in de laatste jaren een schoonmaakbedrijf. Hierna ging hij naar de pedagogische academie met als uiteindelijk doel onderwijzer te worden. Na een jaar zag hij dit toch niet zitten; werken met kinderen leek hem heel leuk, maar de vooruitzichten op een baan in het onderwijs waren in die tijd niet zo best en ook een toekomst jarenlang voor de klas staan sprak hem niet aan. Hij studeerde Nederlands te Leiden. In die tijd werd hij omroeper bij de EO.

### Televisie
In oktober 1984 begon Van Leeuwen als omroeper. Dit deed hij tot 1996. Van Leeuwen presenteerde als eerste Stampwerk (1986-1988), Jong geleerd (1987) en Ronduit radar (1988-1989). Bekend raakte hij met Ik weet het beter (1992-1997). Op de radio was Van Leeuwen te horen in Het Leeuwendeel en Ronduit Music Time. Van Leeuwen presenteerde ook het programma Bert's Yellow Cab waarin de wensen van kinderen werden vervuld, terwijl hij in een gele taxi door heel Nederland reed. Begin 2005 had hij al meer dan 25 verschillende programma's gepresenteerd.
Grotere bekendheid verwierf hij met Het Familiediner, waarin hij tracht mensen binnen een familie die een conflict hebben, met elkaar te verzoenen. Andere programma's die hij op zijn naam heeft staan zijn de jaarlijkse quiz De Grootste Royaltykenner van Nederland (2008-2011, samen met Jeroen Snel), That's the Question en Marry me again. Ook heeft hij vaak de EO-Jongerendag gepresenteerd.
Op 12 oktober 2010 publiceerde Van Leeuwen ter ere van de honderdste aflevering van Het Familiediner een boek over het tv-programma.
In het najaar van 2011 presenteerde Van Leeuwen het tweede seizoen van De Pelgrimscode voor de EO en in het voorjaar van 2013 presenteerde hij de kennisquiz Wat weet Nederland?.
Van april 2016 tot en met december 2017 was hij een van de presentatoren van Geloof en een Hoop Liefde dat vanaf januari 2018 werd opgevolgd door Van Harte dat hij samen met Henk van Steeg presenteerde. Ook presenteert hij sinds 2008 De Grote Bijbelquiz (voorheen de Nationale Bijbeltest), dat aanvankelijk door de EO en de NCRV, maar sinds 2016 alleen door de EO wordt uitgezonden.
In 2018 deed hij mee aan It Takes 2. In 2018 speelde hij in de rol van verslaggever mee in The Passion, een rol die hij in 2020 zou hebben herhaald maar de editie van dat jaar, die in Roermond zou plaatsvinden, werd afgelast vanwege de uitbraak van SARS-CoV-2 in Nederland. In december 2018 presenteerde hij eveneens De Laatste 24 uur, met als gast René Froger. Van maart tot en met december 2020 presenteerde Van Leeuwen met Anne-Mar Zwart Nietalleen.nl, een dagelijks liveprogramma met reportages van initiatieven die tijdens de coronacrisis ontstonden. 
In het najaar van 2020 deed Van Leeuwen mee aan het RTL 4-programma Het perfecte plaatje.
Op 10 maart 2021 presenteerde hij het programma Concert van Hoop, dat werd uitgezonden door de EO.
Op 5 maart 2022 deed hij mee aan het RTL 4-programma Weet Ik Veel. Hij was de winnaar van deze aflevering. In datzelfde jaar deed Van Leeuwen mee aan het RTL 4-programma Beat the Champions. In 2024 deed hij mee aan het RTL 4-programma De Pappenheimers. In datzelfde jaar deed Van Leeuwen mee aan het RTL4-programma Wat een Dag!.
Eind 2023 deed hij als druiventros mee aan The Masked singer, waarna hij als allereerste het spel moest verlaten.

## Persoonlijk
Van Leeuwen is sinds 1982 getrouwd en heeft vier kinderen. Hij woont in Zoetermeer en was vanaf de oprichting in 1999 mede-eigenaar van tv-productiemaatschappij Skyhigh TV in Hilversum. In maart 2018 werd dit bedrijf overgenomen door het Franse mediaconcern Lagardère Studios.